# Tanci
Le tanci (chinois simplifié : 弹词 ; chinois traditionnel : 彈詞 ; pinyin : táncí ; litt. « ballade au son des cordes ») est une forme de ballade orale en dialecte du wu de Suzhou, dans la province du Jiangsu, en République populaire de Chine.
Le tanci se caractérise par sa longueur, puisque la récitation d'un seul tanci peut durer plusieurs mois, descriptions, analyses et détails étant très élaborés. On peut le comparer à un roman en vers, chanté, avec des parties en prose. Utilisant le dialecte de Suzhou, le tanci est surtout pratiqué dans la région du lac Taihu.

## Caractéristiques formelles
Les tanci empruntent à la fois au théâtre-opéra et au roman. S'ils étaient à l'origine à la troisième personne, à partir du début du xixe siècle apparaissent des dialogues à la première personne, comme au théâtre. Le tanci est alors composé de parties chantées (chang), en général des monologues ou des dialogues à la première personne, des dialogues en prose (bai), parlé et à la première personne, et des narrations (biao) en prose à la troisième personne. Le conteur est tenu en modulant sa voie de différencier les passages où il intervient en tant que narrateur et ceux où il fait parler les différents personnages. Une introduction chantée (kaibian), sans rapport avec l'histoire racontée par le tanci proprement dit, laissait au public le temps de se rassembler. À l'intérieur du tanci, le conteur pouvait se livrer à des improvisations, généralement à caractère humoristique ou érotique, et qui faisaient beaucoup pour la renommée de chaque chanteur.
Le tanci est avant tout un genre chanté et donc principalement en vers. Les vers sont de sept syllabes, avec une césure 4/3. Certains vers peuvent parfois être plus longs ou plus courts.

## Interprètes

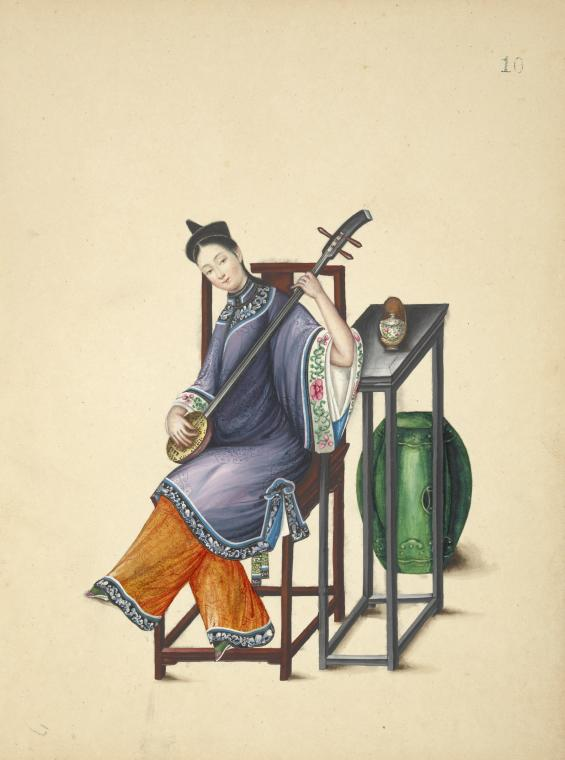
Joueuse de sanxian

Le tanci était généralement pratiqué par un seul chanteur, s'accompagnant du sanxian. Il pouvait parfois l'être par deux chanteurs, un chanteur principal, avec le sanxian, chargé des passages à la troisième personne et des rôles masculins, et un chanteur secondaire, s'accompagnant du pipa, et chargé des rôles féminins dans les parties dialoguées.
Les artistes pratiquant le tanci étaient traditionnellement des chanteurs aveugles ou des chanteuses. Ces chanteuses, sous les Ming, étaient itinérantes, et souvent originaire de Changshu. Elles ont diffusé le tanci jusqu'à la ville de Shanghai. Un certain nombre étaient aussi prostituées.
Les deux artistes les plus connus de la première moitié du xixe siècle sont Chen Yuqian et Yu Xiushan (vers 1796-1851), chacun à l'origine d'un style repris par la suite, le style de Chen (Chen diao) et le style de Yu (Yu diao). Dans la seconde moitié du même siècle, le chanteur le plus connu est Ma Rufei (chinois 馬如飛, de son nom d'origine Ma Jiqing, vers 1851-1875), à l'origine du style de Ma (Ma diao). Son père était lui-même chanteur et avait fait donner une éducation soignée à son fils, ce qui explique la qualité littéraire des tanci de Ma Rufei. Seules ont été conservées jusqu'à nos jours les introductions de ses tanci.

## Répertoire
Environ trois cents tanci ont été conservés. En raison du caractère langoureux de la musique, la plupart sont des histoires d'amour. Parmi les plus connus, on trouve : un tanci sur l'histoire de Serpent blanc ; l'Union liée par trois sourires, qui a pour personnage principal le peintre Tang Yin ; la Pagode de perles ; le Couple de phénix en perles, datant peut-être de la fin du xviiie siècle ; la Libellule de jade ; ou encore Yang Naiwu et Xiao Baicai, inspiré d'un fait divers de la fin de la dynastie Qing.
Le plus ancien des tanci connu, le Tanci des vingt et une histoires dynastiques, est un récit historique racontant toute l'histoire de la Chine et date de la dynastie Ming, bien que dans ce cas il s'agisse d'une imitation du genre due à Yang Shen (1488-1559). D'avant les Qing, subsiste seul un manuscrit du Serpent blanc (datant d'environ 1628-1644), ainsi qu'une représentation dans le chapitre XII du roman Xiyou bu.
La Pagode de perles est une histoire d'amour, dans laquelle la pagode du titre est un cadeau fait par une amoureuse au principal personnage de l'histoire. Ce tanci était le plus connu de ceux chantés par Ma Rufei et était particulièrement apprécié du public féminin.

## Origines et variantes
Les tanci pourraient avoir pour origine les bianwen des Tang, qui alternent eux aussi les passages en vers de sept syllabes et les passages en prose, ou, selon d'autres spécialistes, le genre de ballade appelé zhugongdiao. Le taozhen (陶真), genre de ballade du Sud datant des Ming, pratiqué par des chanteurs aveugles itinérants, est probablement l'ancêtre direct du tanci.
Apparu dans la Chine du Sud, le tanci existe sous forme de plusieurs variantes, en dehors de la plus connue, celle de Suzhou : le xianci de Yangzhou, le Simingnanci (chinois 四明南詞), le pinghudiao de Shaoxing (chinois 绍兴平湖调).
Pingtan (en) est un terme générique recouvrant à la fois :
- le tanci, qui relève de la « petite histoire » / xiaoshu, à rapprocher de la saison xiǎoshǔ / 小暑 des petites chaleurs de la période solaire du calendrier chinois,  entre 7 et 22 juillet du calendrier grégorien généralement ;
- et le pinghua, plus long et dont le contenu est généralement à caractère historique[2] car il relève de la « grande histoire » / dashu, à rapprocher de la saison / dàshǔ / 大暑 des grandes chaleurs de la période solaire du calendrier chinois, fin juillet et début août.